# Ianapera
Ianapera è una città e comune del Madagascar situata nel distretto di Benenitra, regione di Atsimo-Andrefana. 
La popolazione del comune rilevata nel censimento 2001 era pari a 10 395 unità.